# بودهي بالين
بودهي بالين (بالإنجليزية: Budhi Pallien)‏، في الهندوسية، هي إلهة مخيفة للغابات والأدغال، تجوب شمال الهند، ولا سيما آسام، على شكل نمر. يمكن لهذه الإلهة الحكيمة أن تغير شكلها من شكل بشري إلى شكل قطط وغالبًا ما تسافر مع نمر مصاحب وهي تحمي الحيوانات التي تتواصل معها.